# Csősz Boglárka
Csősz Boglárka (Sepsiszentgyörgy, 1984. március 24. –) erdélyi magyar üzletasszony, szépségkirálynő, színésznő, modell, producer.

## Tanulmányai
17 éves koráig a  sepsiszentgyörgyi Mikes Kelemen Elméleti Líceumban, majd a budapesti Nemzetközi Üzleti Főiskolán tanult.

## Filmek
- Apám beájulna (2003)[3]
- Szép Magyarország (2010)[4]
- Yamak Ahmet (2011)[5]
- Sakli Kalan (2013)[6]
- Itirazim Var (2014)[7]
- 25 Dollars (2016)[8]
- Vezir Parmagi (2017)[9][10]
- Stíluspárbaj Lakatos Márkkal – magyar valóságshow (2017)[11]
- Feleségek luxuskivitelben – reality-műsor (2017–2020)
- 200 első randi (2019)
- 129 (2023) - producer és szereplő is.[12]

## Családja
2010 szeptemberétől 2022-ig volt a felesége Burak Talu török milliárdos építési vállalkozónak, a Doğuş Construction Group igazgatóság elnökének.